# Fano
Fano kikötőváros az Adriai-tenger olasz partján, Pesaro és Urbino megye területén, Marche régióban. 12 km-re délkeletre fekszik Pesarótól, és 284 km-re északra Rómától.

## Történelem
Neve a latin Fanum Fortunae elnevezésből származik, ami arra a templomra vonatkozik, amelyet a rómaiak emeltek itt Fortunának, a szerencse istenasszonyának a Metaurus (olaszul Metauro) folyónál i. e. 207-ben Hasdrubal felett aratott győzelem emlékére. Augustus idejében a város coloniává lett Colonia Julia Fanestris néven.

## Híres emberek
- VIII. Kelemen (Ippolito Aldobrandini), (1536–1605), Pápa
- Giovanni Tonucci, (1941–), apostoli nuncius

## Testvérvárosai
- Németország Rastatt
- Franciaország Saint-Ouen-l’Aumône
- Egyesült Királyság St Albans